# Ahmad Maulana Putra
Ahmad Maulana Putra (sinh ngày 27 tháng 7 năm 1988) là một cầu thủ bóng đá người Indonesia hiện tại thi đấu cho Sriwijaya ở Liga 1. Anh được gọi bạn bè là The Indonesian Marouane Fellaini bởi vì kiểu tóc giống với cầu thủ bóng đá người Bỉ đó.